# Bò Chianina
Bò Chianina (phát âm tiếng Ý: [kjaˈniːna]) là một giống bò của nước Ý, trước đây chủ yếu là giống bò cày kéo, hiện được nuôi chủ yếu cho thịt bò. Đây là giống lớn nhất và là một trong những giống gia súc lâu đời nhất trên thế giới. Món sườn chữ T trứ danh bistecca alla fiorentina nổi tiếng được sản xuất từ thịt của nó. Một trong những giống bò già nhất, Chianina bắt nguồn từ khu vực Valdichiana, từ đó nó lấy tên và giữa thung lũng Tiber. Bò Chianina đã được nuôi dưỡng ở các vùng Toscana, Umbria và Lazio của Ý trong ít nhất trong khoảng 2200 năm.